# Data Position Measurement
Data Position Measurement (DPM) ist ein Kopierschutzmechanismus, bei dem die genaue Positionen der Daten auf einer CD/DVD geprüft werden. Gepresste CDs sind perfekte Klone, bei denen sich die Daten immer an der gleichen Stelle befinden, gebrannte CDs sind jedoch immer unterschiedlich.
DPM erkennt solche kleinen Abweichungen und kann so zwischen originalen und kopierten Datenträgern unterscheiden.